# Muscoot Reservoir
Muscoot Reservoir – zbiornik retencyjny w stanie Nowy Jork, w hrabstwie Westchester, należący do sieci wodociągowej miasta Nowy Jork, oddany do użytku w 1905 r. 
Powierzchnia zbiornika wynosi 1263 akry (5,11 km2), brak danych USGS odnośnie do średniej głębokości zbiornika, maksymalna głębia natomiast wynosi 30 stóp (9,1 m). Lustro wody położone jest 200 stóp (61 m) n.p.m. Zbiornik mieści 4 900 000 galonów amerykańskich (19 000 m3) wody.
Muscoot Reservoir otrzymuje wodę ze wszystkich zbiorników zlokalizowanych na rzece Croton, z wyjątkiem New Croton Reservoir. Pierwotnie oba zbiorniki oddzielone były zaporą wodną, jednak obecnie zostały połączone i tworzą jeden zbiornik.
Ponadto, rzeki, które uchodzą do zbiornika to: Angle Fly Brook oraz Stone Hill River.